# Феліпе Маттіоні
Феліпе Маттіоні (порт. Felipe Mattioni, нар. 15 жовтня 1988, Іжуї) — бразильський футболіст, правий захисник.
Насамперед відомий виступами за іспанську «Мальорку».

## Ігрова кар'єра
Вихованець футбольної школи клубу «Греміо». У дорослому футболі дебютував 2007 року виступами за головну команду цього ж клубу, в якій провів один сезон, взявши участь у 19 матчах чемпіонату. 
Своєю грою за бразильську команду привернув увагу представників тренерського штабу клубу «Мілан», до складу якого приєднався на умовах оренди 2009 року. Відіграв за «россонері» лише один матч в Серії A.
2009 року також на орендних умовах приєднався до складу іспанської «Мальорки», за яку відіграв один сезон, регулярно залучаючись до її основного складу. 
До складу клубу «Еспаньйол» приєднався 2010 року. Невдовзі після переїзду до Барселони одержав важку травму коліна, через яку повністю пропустив сезон 2010–11. Але й на початку наступного сезону не зміг дебютувати в офіційних іграх за барселонську команду — завадила чергова травма коліна.
29 вересня 2015 Феліпе перебрався до англійського «Евертона» але не маючи можливості закріпитись в основі на правах оренди виступав за «Донкастер Роверз».
7 лютого 2017 Маттіоні повернувся на батьківщину до клубу «Боа Еспорте». У складі останнього він відіграв лише три гри.
У жовтні 2017 Феліпе приєднався до клубу «Веранополіс». У квітні наступного року перейшов до «Жувентуде».
У грудні 2018, як вільний агент перейшов до клубу «Корітіба».